# Festival de Cine de Astorga
El Festival de Cine de Astorga es un certamen cinematográfico que se celebra anualmente a principios del mes de septiembre en la ciudad leonesa de Astorga (España). Su primera edición tuvo lugar en 1998.

## Secciones
El festival está constituido las siguientes secciones:
- Certamen Nacional de Cortometrajes.
- Certamen de Video Digital.

## Eventos paralelos
- Cine de temporada: a lo largo del año se llevan a cabo ciclos de cine con el objetivo de acercar al público autores, actores o géneros que han destacado en la historia del cine o las películas más destacadas de los festivales nacionales e internacionales.
- Ciclo de conferencias.
- Curso de verano de la universidad de León.
- Exposiciones.

## Premios
- Premio de Honor.
- Mejor Actriz.
- Mejor Actor.
- Mejor Fotografía.
- Mejor Animación.
- Mejor Guion.
- Banda Sonora.
- Mejor Documental.
- Mejor Comedia.
- Cortometraje rodado en Castilla y León.
- Premio del público.